# Gamasellus borealis
Gamasellus borealis är en spindeldjursart som först beskrevs av Koch 1879.  Gamasellus borealis ingår i släktet Gamasellus och familjen Ologamasidae. Inga underarter finns listade i Catalogue of Life.